# Aprendizaje autónomo
El aprendizaje autónomo es un proceso complejo que implica la adquisición constante de conocimientos y habilidades por parte de las personas en diferentes situaciones cotidianas, dicho proceso no se limita únicamente al ámbito académico, sino que, es influenciado por experiencias personales y factores externos.
Con base en lo anterior, el aprendizaje autónomo se lleva a cabo con el autocontrol del conocimiento adquirido. Dentro de este término se encuentra la metacognición; autoconsciencia que ayuda a la concentración y comprensión de lo que se está aprendiendo, lo anterior alienta a las personas a preguntar, revisar, planificar, controlar y evaluar cómo es el proceso de aprendizaje. El objetivo de enseñar de esta manera es ayudar a los estudiantes a desarrollar hábitos de pensamiento que mejoren su comprensión y les den más control sobre su aprendizaje.
Ayuda a los estudiantes a estimular su creatividad, a identificar sus necesidades, teniendo un rol activo en la adquisición de conocimientos para la cual es importante que intervengan todos los actores de la comunidad educativa brindando herramientas precisas para este proceso.
Algunos de los beneficios de fomentar el aprendizaje autónomo desde la primera infancia son:
- Responsabilidad

- Autoestima

- Adaptación
- Flexibilidad
- Toma de decisiones
- Rendimiento académico

## Término Autónomo
El término aprendizaje hace referencia a un proceso sujeto a factores que realizamos a diario que van mucho más allá del ámbito académico-escolar es la relación entre persona y ambiente, lo que involucra las experiencias vividas y factores externos. Muchas cosas las aprendemos de manera inconsciente, gracias a esto y a los demás conocimientos podemos resolver problemas cotidianos.
El término aprendizaje autónomo se refiere a la capacidad de aprender por uno mismo, sin necesidad de alguien más. Diversos autores, a lo largo del tiempo se han referido a este por medio de términos como autoaprendizaje, estudio autodirigido, aprendizaje autorregulado, estudio independiente, entre otros. A pesar de que el concepto no es nuevo, hoy en día ha tomado relevancia por el contexto en el que nos encontramos, donde el acceso abierto a la información se utiliza en los entornos de aprendizaje para generar conocimiento.
Trata de una modalidad de aprendizaje en donde el individuo se responsabiliza de la organización de su trabajo y de la obtención de diferentes competencias siguiendo su propio ritmo. Además, implica por parte de quien aprende asumir la responsabilidad y control del proceso personal de aprendizaje, además de las decisiones sobre la planificación, realización y evaluación de la experiencia de aprendizaje.
De la Barrera y Donolo (2009) mencionan que, particularmente a los alumnos de la universidad se les debería de inculcar en la adopción de determinados comportamientos que guíen hacia la autorregulación: 

Los alumnos deben auto-observarse continuamente para aprender significativamente los contenidos y hacerlo a través de procedimientos efectivos. El poder cuestionar, volver a pensar, pensarlo de otra manera, realizar aportes, reconstruir conceptos, son acciones que conllevan a un aprendizaje viable.

De esa misma manera Bedoya, Giraldo, Montoya y Ramírez, en su disertación doctoral, definen al aprendizaje autónomo como "la capacidad que tiene el sujeto para auto-dirigirse, auto-regularse siendo capaz de tomar una postura crítica frente a lo que concierne a su ser, desde un punto de vista educativo y formativo”.  
El tema de autonomía ha tomado especial importancia para la conformación de las sociedades del conocimiento. La misma Unesco se refiere a ello al señalar, "Estas sociedades se basan en una visión de la sociedad que propicia la autonomía y engloba las nociones de pluralidad, integración, solidaridad y participación".

## TIC
Con los grandes cambios en las tecnologías de información y con la incorporación de la Internet, las personas pueden acceder a cualquier tipo de información. Hoy en día es muy sencillo tener acceso a cualquier contenido informativo de interés a nivel mundial.
La revolución informática de las últimas décadas ha tenido un efecto notable en el ámbito de la docencia. Las TIC (tecnologías de la información y la comunicación) han favorecido la creación de numerosas herramientas a disposición de profesores y alumnos con el fin de mejorar el proceso de enseñanza-aprendizaje y potenciar la aplicación de los enfoques metodológicos más recientes.Estas técnologias tienen diferentes enfoques de acuerdo a como se integran a la sociedad y a la educación y de aquí se derivan los términos TAC, TEP y TRIC. 

## TAC
Las TAC (Tecnologías de Aprendizaje y Conocimiento) son las tecnologías que sirven a la educación. De acuerdo a Lozano(2011),
Las TAC tratan de orientar las tecnologías de la información y la comunicación (TIC) hacia usos más formativos, tanto para el estudiante como para el profesor, con el objetivo de aprender más y mejor. Se trata de incidir especialmente en la metodología y de conocer y explorar los posibles usos didácticos que las TIC tienen para el aprendizaje y la docencia.

## TEP (Tecnologías para el Enpoderamiento y la Participación)
Estas técnologias nos llevan un paso más adelante ya que el sentido es utilizar estas herramientas técnologicas para enpoderar a las personas. Company, J., (2023) menciona que:
Las TEP cobran sentido en la actual situación que vivimos para motivar a los alumnos, potenciar su creatividad e incrementar sus habilidades.
InteractuaR con otros creadores de contenido y sentirse escuchados o leídos, enpodera a los estudiantes en el sentido de poder comunicar lo que piensan y sienten.

## TRIC
Finalmente, las TRIC (Tecnologías de la Relación, Información y Comunicación).
En el contexto educativo, las TRIC se han de implementar para fomentar la colaboración, la empatía y mejorar las habilidades sociales. Por ejemplo, en lugar de ver las redes sociales solo como plataformas de información, se consideran espacios para el diálogo, la construcción de comunidades y el aprendizaje colaborativo.

## Técnicas o métodos
Podemos ayudarnos de técnicas para mejorar el aprendizaje, algunas de estas técnicas para el estudio son usadas por estudiantes. Sin embargo, las podemos actualizar cambiando la manera en la que hacemos la práctica, esto se da gracias a la tecnología.
1. Subrayar
2. Crea tus propios Apuntes
3. Mapas Mentales
4. Fichas de Estudio
5. Ejercicios/Casos prácticos
6. Enseña lo que has aprendido
7. Dibujos
8. Regla mnemotécnica
9. Hablar en voz alta.

Lo antes mencionado corresponde al trabajo realizado mediante estrategias cognitivas o de pensamiento y se convierten en herramientas que ayudan a adquirir conocimiento y se clasifican de la siguiente manera:
1.- ESTRATEGIAS DE ENSAYO: Son un grupo de técnicas que permiten reorganizar o reestructurar la información para facilitar su comprensión. Facilita el proceso de ordenamiento e incrementa las probabilidades de acceder a nuevas situaciones de aprendizaje, registro y recuperación, facilitando el aprendizaje en un menor tiempo.
Las estrategias de ensayo consideran las siguientes técnicas de aprendizaje.
CLASIFICACIÓN: es una técnica que agrupa objetos, cosas, personas, de acuerdo con sus características: clases, categorías o grupos; por ejemplo, caminar, Laura, grande, correr, árbol, suave, jugar, perro, cantar, escuela, verde, hermana, interesante, oír, casa, volar, bonita, soplar, espaciosa, veloz, Luis. 
CATEGORIZACIÓN: A partir de la clasificación, se ordena la información por clase, calidad, estrato, jerarquía, posición, importancia, especie, naturaleza, etc.
AGRUPACIÓN: permite integrar un conjunto de personas o cosas en grupos que se asocian, reúnen, o congregan a partir de sus características.
ORDEN: a partir de la agrupación, se ordena la información u objetos, de acuerdo con un propósito determinado.
2.- ESTRATEGIAS DE ELABORACIÓN: son un conjunto de técnicas que se utilizan para redactar con mayor claridad, de manera que se favorezca la comprensión de un tema que, por su contenido, resulta difícil de entender, por ejemplo; las definiciones de conceptos en un texto con información desconocida. La estrategia de elaboración está integrada por: 
PARAFRASEO: es una forma de expresar, con nuestras propias palabras, un tema.
Las interpretaciones pueden ser diversas; sin embargo, las ideas importantes prevalecen. Para hacer una paráfrasis se considera:
- Identificar palabras o expresiones clave.
- Revisar las ideas que complementan las ideas clave.

Expresar la idea clave en un nuevo contexto.
INFERENCIA: No solo permite construir significados para establecer relaciones entre los diferentes elementos de un texto sino que, además, es fundamental para integrar información a partir de los conocimientos previos.
RESUMEN: esta técnica permite expresar, de forma escrita y simplificada, la información contenida en un texto, una vez que se ha leído, aislando y resaltando aquello que resulta más importante.
3.- ESTRATEGIAS DE ORGANIZACIÓN: son un conjunto de técnicas que apoyan la comprensión, aprendizaje, retención y evocación de la información para tener una visión general de esta, organizándola y sintetizándola de manera esquemática.
MAPA CONCEPTUAL: es una técnica que consiste en jerarquizar conceptos al colocarlos en lugares superiores de la gráfica.
Para ello es necesario llevar a cabo los siguientes pasos:
- Leer cuidadosamente el texto y subrayar las ideas principales
- Identificar los conceptos más relevantes
- Marcar óvalos y rectángulos que relaciones concepto e información mediante flechas.

ESQUEMA:  es la expresión o representación gráfica que contiene, de forma sintetizada, las ideas principales, secundarias y los detalles más precisos de un texto.
https://mx.images.search.yahoo.com/search/images;_ylt=Awr.xNHgo71mIzIADCvD8Qt.;_ylu=Y29sbwNncTEEcG9zAzEEdnRpZAMEc2VjA3BpdnM-?p=ESQUEMAS&fr2=piv-web&type=E210MX714G0&fr=mcafee#id=8&iurl=https%3A%2F%2Fplantillaarbolgenealogico.net%2Fwp-content%2Fuploads%2F2022%2F07%2FEsquema-ramificado-o-mapa-conceptual-768x833.jpg&action=click
CUADRO SINÓPTICO: es una forma de organización que permite visualizar los títulos, las divisiones y subdivisiones en un texto, los cuales están relacionados con sus correspondientes explicaciones que se expresan de manera clara y breve.
http://www.repositorio.ugto.mx/bitstream/20.500.12059/152/1/oa-rg-0000031.pdf

## Estrategias didácticas
Gallo (2021) considera que las estrategias didácticas son importantes para llevar a la acción, orientar y organizar de manera planificada el aprendizaje que se pretende impartir, proporcionando complementar la finalidad a la que se desea llegar, necesitando tener claro ¿A dónde se quiere ir? Es por eso que se debe organizar, seleccionar y tomar las decisiones adecuadas. 
Las estrategias didácticas que se planean dentro de la pedagogía para el aprendizaje autónomo deben promover las siguientes habilidades, de acuerdo con la Organización para la Cooperación y el desarrollo económico (OCDE 2010): pensamiento crítico, aprender a aprender, trabajo en equipo, manejo adecuado de las Tecnologías de la Información y la Comunicación (TIC), capacidad para hacer tareas y solucionar problemas, respeto por el otro, entre otras. 
La importancia del empleo de estrategias de aprendizaje radica en que no sólo fortalece los recursos cognitivos del estudiante, sino que también se desarrollan aspectos motivacionales que disponen mejor al sujeto para lograr sus metas como aprendiz. 

## Inteligencia artificial (IA) como estrategia para promover el aprendizaje autónomo

Hacia la autonomía con IA

Si tomamos en cuenta los intereses de los estudiantes y las herramientas que actualmente utilizan podemos considerar el uso de la IA como una estrategia para promover la autonomía en el aprendizaje.
Las herramientas disponibles actualmente con IA integrada nos permiten compartir parte de la responsabilidad con nuestros alumnos y confiarles una tarea que normalmente realizaría el profesor. Estamos animándolos a tener una actitud más proactiva hacia su aprendizaje y fomentando su independencia.
Depende del docente y de las actividades que diseñe para que herramientas como ChatGPT se conviertan aliados en el aprendizaje autónomo y no un obstáculo en el desarrollo de sus habilidades. Párraga Rocero, W.J, et al (2024) mencionan en los resultados del estudio que hacen con respecto al uso de ChatGPT y su influencia en los resultados de aprendizaje de los estudiantes de educación básica superior que:
La IA tiene un gran potencial para transformar la educación, ofreciendo herramientas que pueden personalizar el aprendizaje, brindar retroalimentación inmediata y automatizar tareas repetitivas, liberando tiempo a los docentes para que se enfoquen en aspectos más relevantes del proceso educativo.

## Críticas al aprendizaje autónomo
1. La desorientación en el estudio.
2. La falta de desarrollo del espíritu investigativo.
3. La tendencia a la memorización.
4. Poca cultura para leer y por consiguiente el estudiante no adopta los hábitos reales de una lectura comprensiva.[21]